# Сентер (Небраска)
Сентер (англ. Center) — селище (англ. village) в США, в окрузі Нокс штату Небраска. Населення — 79 осіб (2020).

## Географія
Сентер розташований за координатами 42°36′32″ пн. ш. 97°52′34″ зх. д. / 42.60889° пн. ш. 97.87611° зх. д. (42.608970, -97.876222).  За даними Бюро перепису населення США в 2010 році селище мало площу 0,27 км², уся площа — суходіл.

## Демографія
Згідно з переписом 2010 року, у селищі мешкали 94 особи в 39 домогосподарствах у складі 25 родин. Густота населення становила 348 осіб/км².  Було 51 помешкання (189/км²).
Расовий склад населення:
| - 88,3 % — білих - 6,4 % — корінних американців - 1,1 % — осіб інших рас |

До двох чи більше рас належало 4,3 %. Частка іспаномовних становила 6,4 % від усіх жителів.
За віковим діапазоном населення розподілялося таким чином: 23,4 % — особи молодші 18 років, 56,4 % — особи у віці 18—64 років, 20,2 % — особи у віці 65 років та старші. Медіана віку мешканця становила 49,5 року. На 100 осіб жіночої статі у селищі припадало 118,6 чоловіків;  на 100 жінок у віці від 18 років та старших — 125,0 чоловіків також старших 18 років.
Середній дохід на одне домашнє господарство  становив 43 738 доларів США (медіана — 49 167), а середній дохід на одну сім'ю — 53 123 долари (медіана — 60 000). Медіана доходів становила 38 750 доларів для чоловіків та 26 250 доларів для жінок. За межею бідності перебувало 10,5 % осіб, у тому числі 0,0 % дітей у віці до 18 років та 45,0 % осіб у віці 65 років та старших.
Цивільне працевлаштоване населення становило 28 осіб. Основні галузі зайнятості: сільське господарство, лісництво, риболовля — 39,3 %, освіта, охорона здоров'я та соціальна допомога — 17,9 %, публічна адміністрація — 14,3 %.